# David A. Johnston
David Alexander Johnston (18 tháng 12 năm 1949 - 18 tháng 5 năm 1980) là một nhà nghiên cứu núi lửa của Cục Khảo sát Địa chất Hoa Kỳ (USGS), người đã thiệt mạng trong vụ Núi St. Helens phun trào năm 1980 ở bang Washington, Hoa Kỳ. Là nhà khoa học đứng đầu nhóm giám sát USGS, Johnston đã thiệt mạng trong vụ phun trào khi đang điều khiển một trạm quan sát cách đó sáu dặm (10 km) vào sáng ngày 18 tháng 5 năm 1980. Ông là người đầu tiên báo cáo về vụ phun trào, trước khi chính bản thân bị cuốn đi bởi một vụ nổ bên. Mặc dù người ta đã tìm kiếm một cách kỹ lưỡng, thi thể của Johnston không bao giờ được tìm thấy, nhưng các nhân viên đường cao tốc của bang đã phát hiện ra vết tích chiếc xe kéo USGS của ong vào năm 1993.
Sự nghiệp của Johnston đã đưa ông đi khắp nước Mỹ, nơi ông nghiên cứu Núi lửa Augustine ở Alaska, cánh đồng núi lửa San Juan ở Colorado và những ngọn núi lửa đã tắt từ lâu ở Michigan. Johnston là một nhà khoa học tỉ mỉ và tài năng, nổi tiếng với những phân tích về khí núi lửa và mối quan hệ của chúng với các vụ phun trào. Điều này cùng với sự nhiệt tình và thái độ làm việc tích cực khiến ông được nhiều đồng nghiệp yêu mến và kính trọng. Sau khi ông qua đời, các nhà khoa học khác đã ca ngợi của ông, cả bằng lời nói, lời cống hiến và thư từ. Johnston cảm thấy các nhà khoa học phải làm những gì cần thiết, kể cả chấp nhận rủi ro, để giúp bảo vệ dân chúng khỏi các thảm họa thiên nhiên. Công trình của ông và của các nhà khoa học USGS đã thuyết phục các nhà chức trách đóng cửa Núi St. Helens cho công chúng xem trước vụ phun trào năm 1980. Họ duy trì việc đóng cửa bất chấp áp lực lớn để mở cửa trở lại khu vực; công việc của họ đã cứu sống hàng ngàn người. Đến nay, Johnston, cùng với Harry Glicken, là một trong hai nhà núi lửa người Mỹ được biết đến là đã chết trong một vụ phun trào núi lửa.
Sau khi ông qua đời, Johnston được tưởng niệm theo nhiều cách, bao gồm một quỹ tưởng niệm được thành lập mang tên ông tại Đại học Washington để tài trợ cho nghiên cứu cấp sau đại học.

## Đóng góp
- Johnston, David A.; Donnelly-Nolan, Julie, biên tập (1981). Guides to Some Volcanic Terranes in Washington, Idaho, Oregon, and Northern California. U.S. Geological Survey Circular. Quyển 838. United States Geological Survey. Truy cập ngày 10 tháng 4 năm 2010.[liên kết hỏng]
- Johnston, David A. (1979). "Volcanic gas studies at Alaskan volcanoes". U. S. Geological Survey Circular (Report). Quyển C 0804-B. Reston, Virginia, US: United States Geological Survey. tr. B83 – B84. ISSN 0364-6017.
- Johnston, David A. (1979). "Revision of the recent eruption history of Augustine Volcano; elimination of the "1902 eruption"". U. S. Geological Survey Circular (Report). Quyển C 0804-B. Reston, Virginia, US: United States Geological Survey. tr. B80 – B84. ISSN 0364-6017.
- Johnston, David A. (1979). "Onset of volcanism at Augustine Volcano, lower Cook Inlet". U. S. Geological Survey Circular (Report). Quyển C 0804-B. Reston, Virginia, US: United States Geological Survey. tr. B78 – B80. ISSN 0364-6017.
- Johnston, David A. (1978). Volatiles, magma mixing, and the mechanism of eruption of Augustine Volcano, Alaska. Ph.D. Thesis. Seattle, Washington, US: University of Washington.
- Johnston, David A. (1978). Volcanistic facies and implications for the eruptive history of the Cimarron Volcano, San Juan Mountains, SW Colorado. Master's Thesis. Seattle, Washington, US: University of Washington.